# Edward Howard (9e duc de Norfolk)
Pour les articles homonymes, voir Edward Howard.
Edward Howard, 9e duc de Norfolk (5 juin 1686 - 20 septembre 1777), Comte-maréchal est un pair et un homme politique britannique.

## Biographie
Il est le 2e fils de Thomas Howard et Mary Elizabeth Savile. Il devient duc de Norfolk en 1732, après la mort de son frère, Thomas Howard (8e duc de Norfolk).
Le 26 novembre 1727, il épouse Mary Blount (en) (avant 1712-17 mai 1773), fille d'Edward Blount (décédé en 1726) de Blagdon dans la paroisse de Paignton, dans le Devon, et de son épouse Anne Guise, fille de John Guise, 2e baronnet (environ 1654-1695) d'Elmore dans le Gloucestershire. Le mariage Blount-Guise est commémoré par le trèfle héraldique placé au-dessus de la cheminée du grand hall du manoir de Blagdon. Cela montre les initiales "EB" et affiche les armes de Blount (Barry nebuly de six ou et de sable) empalant de gueules, sept masques vair 3,3,1 (Guise) au-dessus d'un rouleau gravé avec une devise latine Lux Tua Via Mea ("Ta lumière est mon chemin") avec la date "1708". James Cook nomme l'Île Norfolk en l'honneur de la duchesse de Norfolk en 1774, bien qu'il ne sût pas à l'époque qu'elle était déjà morte. Howard n'a aucune descendance de Mary Blount.
Il meurt le 20 septembre 1777, sans héritier masculin, et plusieurs de ses titres (le duché de Norfolk, les comtés de Norfolk, Arundel et Surrey et la baronnie de Maltravers) passent à son parent Charles Howard (10e duc de Norfolk). Le comté de Norwich et la baronnie de Howard de Castle Rising, créés pour son grand-père, le 6e duc de Norfolk, s'éteignent. Enfin, trois vieilles baronnies anglaises tombent en suspens parmi les filles de son frère cadet.